# Bonnie i Clyde (pel·lícula)
Bonnie i Clyde (títol original en anglès Bonnie and Clyde) és una pel·lícula estatunidenca estrenada el 1967. La pel·lícula està basada en fets reals dels anys 1930, i narra la vida de dos atracadors, Bonnie Parker i Clyde Barrow, que s'enamoren i recorren mitja Amèrica deixant darrere seu un rastre de morts i delictes, fent anar de cul la policia estatunidenca.

## Argument
Clyde Barrow (Warren Beatty), un atracador de bancs de poca monta, ha sortit de presó. En plena depressió dels anys 1930 torna a assaltar bancs. Coneix Bonnie Parker (Faye Dunaway), una noia de poble que s'avorreix i l'acompanya. Junts protagonitzen una escalada d'atracaments i crims cada vegada més brutals, deixant en les seves fugides darrere seu una estela de violència i de sang.

## Repartiment
- Clyde Barrow: Warren Beatty
- Bonnie Parker: Faye Dunaway
- Buck Barrow: Gene Hackman
- Blanche: Estelle Parsons
- C. W. Moss: Michael J. Pollard
- Frank Hamer: Denver Pyle
- Ivan Moss: Dub Taylor
- Velma Davis: Evans Evans
- Eugene Grizzard: Gene Wilder

## Premis i nominacions

### Premis
- 1968: Oscar a la millor actriu secundària per Estelle Parsons[3]
- 1968: Oscar a la millor fotografia per Burnett Guffey[3]
- 1968: BAFTA a la millor nova promesa per Michael J. Pollard
- 1968: BAFTA a la millor nova promesa per Faye Dunaway

### Nominacions
- 1968: Oscar a la millor pel·lícula per Warren Beatty[3]
- 1968: Oscar al millor director per Arthur Penn[3]
- 1968: Oscar al millor actor per Warren Beatty[3]
- 1968: Oscar a la millor actriu per Faye Dunaway[3]
- 1968: Oscar al millor actor secundari per Gene Hackman[3]
- 1968: Oscar al millor actor secundari per Michael J. Pollard[3]
- 1968: Oscar al millor vestuari per Theadora Van Runkle[3]
- 1968: Oscar al millor guió original per David Newman i Robert Benton[3]
- 1968: Globus d'Or a la millor pel·lícula dramàtica
- 1968: Globus d'Or al millor actor dramàtic per Warren Beatty
- 1968: Globus d'Or a la millor actriu dramàtica per Faye Dunaway
- 1968: Globus d'Or al millor director per Arthur Penn
- 1968: Globus d'Or al millor guió per Robert Benton i David Newman
- 1968: Globus d'Or al millor actor secundari per Michael J. Pollard
- 1968: BAFTA a la millor pel·lícula
- 1968: BAFTA al millor actor estranger per Warren Beatty
- 1969: Grammy a la millor banda sonora original per pel·lícula per Charles Strouse

## Al voltant de la pel·lícula
Un clàssic del gènere d'atracaments de bancs, ambientat a l'època entre les dues guerres. El protagonisme de l'automòbil com a mitjà per fugir d'una població a l'altra constitueix un avenç de les futures road movies, les pel·lícules l'acció que es desenvolupen a la carretera.
La relació sentimental entre els protagonistes és un altre element diferencial respecte a les habituals pel·lícules d'atracadors. Va ser el film que va llançar a Faye Dunaway a la fama. Va guanyar dos Oscar i va ser nominada a altres vuit.

### Influència
Alguns crítics citen El dimoni de les armes de Joseph H. Lewis, una pel·lícula de cinema negre de 1950 sobre una parella que roba bancs, com la influència essencial a Bonnie i Clyde. Quaranta anys després de la seva estrena, Bonnie i Clyde s'ha citat com a influència essencial a pel·lícules tan dispars com Grup salvatge, El Padrí, Reservoir Dogs i Infiltrats.